# Lipoliza
Lipoliza je razlaganje lipida. Ona obuhvata hidrolizu triglicerida u slobodne masene kiseline, čemu sledi dalja degradacija u acetilne jedinice posredstvom beta oksidacije. Ovaj proces proizvodi ketonska tela. Ona su prisutna u velikim količinama tokom ketoze, metaboličkog stanja koje se javlja kad jetra konvertuje mast u masne kiseline i ketonska tela, koje telo koristi kao gorivo. Trake za testiranje lipolize se koriste za prepoznavanja tog stanja.
Sledeći hormoni indukuju lipolizu: epinefrin, norepinefrin, glukagon, hormon rasta, testosteron, i kortizol (mada dejstvo kortizola još uvek nije jasno). Oni podstiču 7TM receptore (G protein spregnute receptore), koji aktiviraju adenilat ciklazu. To dovodi do povišene produkcije cAMP-a, koja aktivira proteinsku kinazu A, i ona naknadno aktivira lipaze u adipoznom tkivu.
Trigliceridi se transportuju putem krvi do odgovarajućih tkiva (masnog, mišića, etc.) posredstvom lipoproteina kao što je VLDL (engl. Very-Low-Density-Lipoproteins). Trigliceridi prisutni na VLDL podležu lipolizi destvom ćelijskih lipaza ciljnog tkiva, čime se formiraju glicerol i slobodne masne kiseline. Slobodne masne kiseline se otpuštaju u krv, i zatim ih druge ćelije preuzimaju. Slobodne masne kiseline koje ćelije odmah ne preuzmu mogu da se vežu za albumin za transport do okolnih tkiva kojima je potrebna energija. Serumski albumin je glavni prenosnik slobodnih masnih kiselina u krvi. Glicerol takođe ulazi u krvotok i biva apsorbovan u jetri ili bubrezima, gde se konvertuje do glicerol 3-fosfata enzimom glicerolna kinaza. Hepatički glicerol 3-fosfat se uglavnom konvertuje u dihidroksiaceton fosfat (DHAP) i zatim gliceraldehid 3-fosfat (GA3P).

## Spoljašnje veze
- Lipolysis на 